# پلیزنتویل (نیوجرسی)
پلیزنتویل (به انگلیسی: Pleasantville) شهری در ایالت نیوجرسی کشور ایالات متحده آمریکا است که جمعیت آن در سرشماری سال ۲۰۱۰ میلادی، ۲۰٬۲۴۹ نفر بوده‌است.